# ناحیه کوجیانگ، کوژو
ناحیه کوجیانگ (به لاتین: Qujiang District) یک منطقهٔ مسکونی در چین است که در کوجاو واقع شده‌است.